# 水龍敬
水龍敬（／ Mizuryu Kei，1983年12月19日—）是日本成人漫畫家，屬於同人社團「愛麗絲的寶箱」（日语：ありすの宝箱），他以描寫性觀念開放的女性角色和群交場面而聞名。

## 簡歷
成人漫畫代表作品《歡迎來到水龍敬樂園》（日语：ようこそ水龍敬ランド）是描述一個可以供人自由性交的主題樂園，這使得“水龍敬”或“水龍敬樂園”會在某些群交相關新聞中被提及；該作品也被改編為動畫和電子遊戲，當中的角色有推出人物模型。2017年10月開辦畫展「水龍敬樂園的世界」，2020年6月以VTuber身分在Youtube上活動。

## 相關事件
2015年1月，水龍敬批評台灣業者宇創國際在未告知他的情況下將他的簽名當作抽獎禮品，宇創國際為此向水龍敬致歉，並與他溝通後續的處理方式。
2017年1月，日本東京急行電鐵刊登一則廣告，內容是一位坐姿端莊的女性，左右兩側是坐姿不雅的男性，這則廣告引發了性別刻板印象的爭論，被譴責不該以男性作負面例子。水龍敬畫了一張與廣告情境相反的圖，並寫「即使對周圍人造成困擾也能寬容的社會」，此舉引起女權主義者批評，水龍敬表示也有些人稱讚這張圖的諷刺很到位，他強調每個人對性別歧視都有不同的標準，該圖是希望讓眾人思考。Facebook粉絲專頁「男性解放」則認為水龍敬的作品還牽涉了性結構、議題工具化和情慾權力的議題。
在2016年春，水龍敬曾在自己的推特上發表自己設計的抱枕，外型有別於一般長形圓柱抱枕，而是模擬人腿張開的造型，在引起迴響後，2017年12月，日本舉行新型抱枕免費體驗活動時，有廠商推出實體商品。
2020年6月25日，在Youtube開設水龍敬頻道並以VTuber身分活動。
2021年2月22日，水龙敬突然在Twitter表示中断与虚拟YouTuber企划Hololive production的一切合作，并将所有与hololive相关的二次创作全部删除，言辞颇为激烈。据水龙敬称，自己在最近半年内一直致力于hololive的母公司COVER的企划，但受到了对方“作为企业根本不可能有的应付方式”。翌日，水龍敬刪除了相關Twitter訊息，並自此中止VTuber活動。至於COVER也沒對此事作出回應。

## 外部連結
- 官方博客 （日語）
- 水龍敬的X（前Twitter） （日語）
- 水龍敬的pixiv （日語）